# HD42675
HD42675 — хімічно пекулярна зоря спектрального класу A0, що має видиму зоряну величину в смузі V приблизно  7,5.
Вона  розташована на відстані близько 874,4 світлових років від Сонця.

## Пекулярний хімічний вміст
Зоряна атмосфера HD42675 має підвищений вміст 
Si
.